# 볼레로

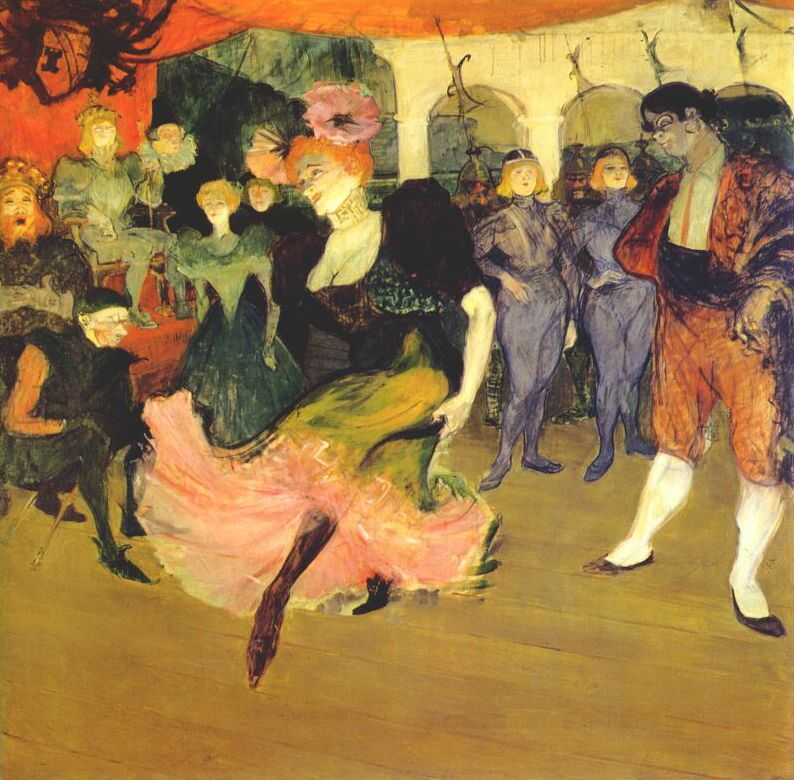
Lautrec의 볼레로 댄서
Marcelle Lender in Chilperic, 1895

볼레로(스페인어: Bolero)는 느린 템포를 가지고 있는 라틴 음악 혹은 춤이다. 쿠바와 스페인에서 유래됐다. 볼레로는 현재까지 한 세기 이상 인기를 끌어왔다.

## 같이 보기
- 판당고